# Lepanthes cyclochila
Lepanthes cyclochila là một loài thực vật có hoa trong họ Lan. Loài này được Luer & R.Escobar ex Viveros & W.E.Higgins mô tả khoa học đầu tiên năm 2007.